# Begraafplaats van Bois-Grenier
De Begraafplaats van Bois-Grenier is een gemeentelijke begraafplaats in de Franse gemeente Bois-Grenier in het Noorderdepartement. De begraafplaats ligt in het zuiden van het dorpscentrum langs de weg naar Radinghem-en-Weppes.
Op de begraafplaats bevinden zich een paar perken met Britse oorlogsgraven, waartussen ook vier naamloze graven van Franse gesneuvelden liggen.

## Britse oorlogsgraven
Op de begraafplaats bevinden zich Britse militaire graven met gesneuvelden uit de Eerste Wereldoorlog. Er liggen 121 Britse gesneuvelden, waarvan 113 geïdentificeerde. Het grootste militair perk ligt in de noordoostelijke hoek van de begraafplaats, waar ook het Cross of Sacrifice staat; wat verderop liggen nog een paar kleine militaire perkjes tussen de civiele graven. De militaire perken werden ontworpen door Arthur Hutton en beslaan een oppervlakte van 431 m². De graven worden onderhouden door de Commonwealth War Graves Commission waar ze geregistreerd staan onder Bois-Grenier Communal Cemetery.
In de Eerste Wereldoorlog lag Bois-Grenier vlak bij het front, maar bleef het grootste deel van de oorlog in Britse handen. Er werden op de begraafplaats militairen begraven van oktober 1914 tot april 1918, toen het dorp bij het Duitse lenteoffensief enkele maanden in Duitse handen viel. Na de oorlog werden nog enkele graven van elders naar hier overgebracht. Er liggen ook 4 niet geïdentificeerde Franse soldaten.

## Onderscheiden militair
- A. Scrimshaw, sergeant bij de Sherwood Foresters (Notts and Derby Regiment) werd onderscheiden met de Distinguished Conduct Medal (DCM).